# White Gold (série télévisée)
Pour les articles homonymes, voir White Gold.
Production
Diffusion
White Gold est une série télévisée britannique créée par Damon Beesley et produite par la BBC. Elle est diffusée à partir du 28 mai 2017 sur la chaîne britannique BBC Two, puis mise en ligne à partir du 11 août 2017 sur Netflix. Elle compte à ce jour deux saisons de six épisodes d'une durée de 30 minutes chacun.

## Synopsis
Dans l'Angleterre des années 1980, nous suivons le personnage de Vincent Swan ; un jeune homme charismatique qui est manager dans une petite entreprise de vente de double vitrage. Vincent et ses deux collègues, Brian Fitzpatrick et Martin Lavender, n'hésitent pas à user de tous les stratagèmes pour pousser leurs clients à acheter ce qu'ils appellent leur « or blanc » (White Gold en anglais). 

## Personnages
- Vincent Swan : Beau et intelligent, ancien ingénieur dans une raffinerie de pétrole, Vincent Swan est responsable des ventes chez Cachet Windows and Doors, l’un des nouveaux showrooms à double vitrage de l’Essex. Une rencontre fortuite avec un vieil ami lui ouvre les yeux sur les occasions de double vitrage. En arnaquant ses clients, Vincent pourrait gagner plus d’argent qu'il n’en a jamais rêvé. Il est marié à Sam Swan. Ensemble ils ont deux enfants : Natalie et Robbie. Les talents de Vincent en tant que vendeur charmant et confiant se traduisent à la maison en un mari et un père amusant. Néanmoins, il est aussi un séducteur et met régulièrement sa vie de famille en danger en trompant sa compagne. Enfin, Vincent est un fervent compétiteur ; il veut être le meilleur dans tous les domaines.
- Brian Fitzpatrick : Immoral et absolument sans charme, Fitzpatrick se transforme quand il devient vendeur de fenêtres. Il dira tout ce qui est nécessaire pour conclure l’affaire. Malgré son comportement désagréable, il est une partie importante de l’équipe de vente de Cachet. Malheureusement marié à sa femme déprimée Maureen, Fitzpatrick savoure son temps au travail.
- Martin Lavender : C'est un homme charmant, mais Lavender est un vendeur désespéré. Il a fait de longues études universitaires et a une solide base morale, mais ces deux choses lui sont totalement inutiles dans son travail qui consiste à escroquer les clients. Ancien bassiste dans le groupe de Paul Young, il a rejoint Cachet quelques instants avant que la pop star ne se fasse connaître du grand public. Bien qu'il assure être heureux d’avoir un emploi stable, il y a une grande partie de Lavender qui aspire à être de retour sur la scène musicale.
- Carol : Elle est la réceptionniste de Cachet. Carol n’est pas très maligne. Avec sa permanente blonde massive, son penchant pour la mode la plus audacieuse des années 80 et sa capacité à dire et à faire la mauvaise chose au mauvais moment, Carol est difficile à ignorer. Elle a cependant un flair unique pour le mimétisme qui, à l’occasion, permet à l’équipe Cachet de sortir d’une impasse.
- Sam Swan : Entêtée, Sam Swan est une force avec laquelle il faut compter. Mère forte, qui fait passer sa famille en premier, elle aime Vincent mais est consciente de sa capacité à avoir un comportement imprudent et irréfléchi. Sam admettra peut-être que cela fait partie de ce qui l’attire vers lui, mais elle continuera toujours de le soutenir malgré ses nombreuses erreurs.
- Joanne Scott : Joanne est une vendeuse ambitieuse et impitoyable qui est entrée dans le monde du double vitrage et cherche à faire beaucoup d’argent. Elle est la principale concurrente de Vincent.
- Tony Walsh : Il est le patron de Cachet Windows dans la première saison et le patron de W Windows dans la seconde. Patron impulsif et pas très malin, il se fait souvent mener en bateau par Vincent.
- Ronnie Farrell : Il dirige des affaires illégales auxquelles Vincent sera mêlé.
- Ronnie Junior : Il est le fils de Ronnie Farrell. Il est très étrange. Obsédé par le jeu de société Stratego, il est mauvais pour vendre des fenêtres mais personne n’ose le virer par peur de ce que Ronnie pourrait faire.

## Distribution

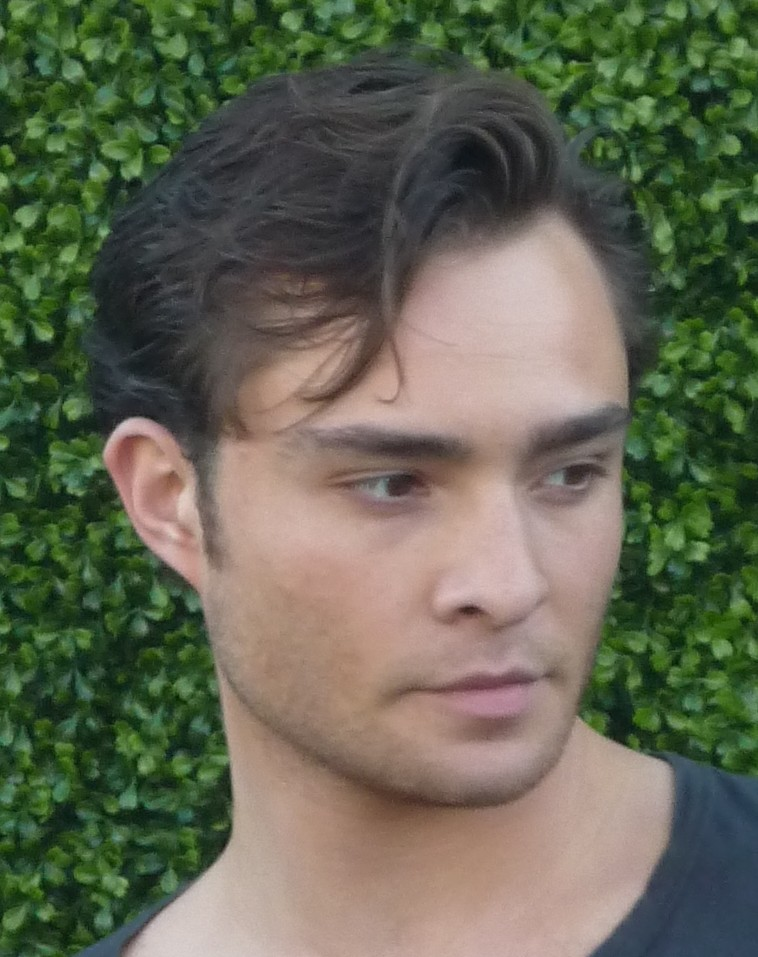
L'acteur Ed Westwick qui joue le rôle de Vincent Swan

### Acteurs principaux
- Ed Westwick (VFB : Nessym Guetat) : Vincent Swan
- James Buckley (en) (VFB : Maxime Donnay) : Brian Fitzpatrick
- Joe Thomas (VFB : Sébastien Hébrant) : Martin Lavender
- Linzey Cocker (VFB : Valérie Muzzi) : Sam Swan

### Acteurs secondaires
- Lauren O'Rourke (en) (VFB : Stéphane Excoffier) : Carol
- Nigel Lindsay (en) (VFB : Stany Mannaert) : Tony Walsh
- Lee Ross (en) (VFB : Michelangelo Marchese) : Ronnie Farrell
- Rachel Shenton (VFB : Marie-Line Landerwijn) : Joanne Scott
- Lloyd Hutchinson (VFB : Benoît Van Dorslaer) : Brendan
- Bobby Smalldridge (VFB : Tim Belasri) : Robbie
- Harriet Webb (VFB : Sophie Pyronnet) : Maureen
- Lorraine Bruce (VFB : Nathalie Hons) : Miss Barnes
- Jack Doolan (VFB : Alexandre Crépet) : Andrew Davies[3]

## Production
En novembre 2017, alors que la deuxième saison est en plein tournage, l'acteur principal, Ed Westwick est accusé d'agressions sexuelles par quatre femmes. À la suite des plaintes déposées contre lui, la BBC annonce que le tournage de White Gold est suspendu et que l'acteur est écarté de la série. Quelques mois plus tard, en juillet 2018, la justice décide d'abandonner les charges retenues contre Ed Westwick par manque de preuves. En novembre 2018, contre toute attente, l'acteur de Vincent reprend son rôle et le tournage de la saison 2 de White Gold reprend où il s'était arrêté. Les 6 épisodes sortent finalement en mars 2019. 
La fin de la saison 2 laisse présager une saison 3 bien que cette dernière ne soit toujours pas officiellement annoncée. 

## Analyse
White Gold est une critique du libéralisme des années Margaret Thatcher. La série montre les conséquences de ce système économique : l'avidité. Les personnages, et plus particulièrement Vincent, sont prêts à tous les stratagèmes pour écraser la concurrence et vendre le plus possible. Il faut faire du bénéfice quoi qu'il en coûte, posséder toujours plus, même si c'est au détriment de sa propre famille. 
La série se déroule en 1983 en Angleterre, année qui est marquée par la victoire écrasante de Margaret Thatcher et la défaite des travaillistes. C'est le début de l'individualisme, du consumérisme, et de la réussite à travers la possession. Vincent Swan est la caricature du jeune cadre arrogant qui néglige sa famille pour courir après l'argent, et pour qui le bonheur passe par la possession d'une belle voiture. 
Machiste, grossière, avec des personnages tous plus immoraux les uns que les autres, mais néanmoins attachants, White Gold est une série politiquement incorrecte avec un humour cynique. 

## Accueil du public
La série a été plutôt bien accueillie du public même si elle est restée relativement discrète. Elle a obtenu une note de 3,9 étoiles sur AlloCiné.

## Épisodes

### Saison 1
| Épisodes | Titre français             | Titre original                                                                           | Première diffusion     | Réalisation   | Scénario      | Audience                                                           | Résumé |
| -------- | -------------------------- | ---------------------------------------------------------------------------------------- | ---------------------- | ------------- | ------------- | ------------------------------------------------------------------ | --- |
| 1        | Le goût du sang            | Salesmen Are Like Vampires (Traduction littérale : Les vendeurs sont comme les vampires) | BBC Two : 28 mai 2017  | Damon Beesley | Damon Beesley | Royaume Uni : 1,94 million de téléspectateurs (première diffusion) | Lavender parie à Fitzpatrick qu'il ne peut pas vendre plus de nouvelles fenêtres à un client récent. Sam en a assez que Vincent place son travail avant sa famille.      |
| 2        | L'art de la débauche       | Sexy Rollercoaster (Traduction littérale : Le Sexy Rollercoaster)                        | BBC Two : 4 juin 2017  | Damon Beesley | Joe Thomas    | Royaume Uni : 1,36 million de téléspectateurs (première diffusion) | Après une rencontre avec les vendeurs d'une maison d'édition qui bénéficient de plus d'avantages que lui, Vincent s'interroge sur sa carrière. Cachet se modernise.      |
| 3        | Rencontres de tous types   | Close Encounters (Traduction littérale : Rencontres rapprochées)                         | BBC Two : 11 juin 2017 | Damon Beesley | Damon Beesley |                                                                    | Pour échapper à un inspecteur des impôts, Vincent emmène sa famille pour un court voyage. Fitzpatrick et la fille de Brendan se lancent dans un projet lucratif douteux. |
| 4        | Le Cocuficateur            | The Widow Maker (Traduction littérale : Le faiseur de veuves)                            | BBC Two : 11 juin 2017 | Damon Beesley | Damon Beesley |                                                                    | Quand ils découvrent que Fitzpatrick est un radioamateur passionné, Vincent et Lavender lui jouent un tour. Vincent est présélectionné dans un prestigieux concours.     |
| 5        | Un relent de faiblesse     | Smell the Weakness (Traduction littérale : Sentir la faiblesse)                          | BBC Two : 21 juin 2017 | Damon Beesley | Chris Niel    | Royaume Uni : 0,88 million de téléspectateurs (première diffusion) | Absorbé par de graves problèmes familiaux et financiers, Vincent perd ses talents de vendeur. Sam recherche un emploi. Fitzpatrick s'engage dans un nouveau business.    |
| 6        | Le secret d'un bon vendeur | The Secret of Sales (Traduction littérale : Le secret des ventes)                        | BBC Two : 28 juin 2017 | Damon Beesley | Damon Beesley |                                                                    | Enfin décidé à reprendre sa vie en main, Vincent, qui a Cachet dans sa ligne de mire, échafaude un plan avec un gangster du coin. Carol fait une erreur coûteuse.        |

### Saison 2
| Épisodes | Titre français                         | Titre original                                                                            | Première diffusion      | Réalisation   | Scénario      | Résumé |
| -------- | -------------------------------------- | ----------------------------------------------------------------------------------------- | ----------------------- | ------------- | ------------- | --- |
| 1        | Le passé ne ressemble en rien au futur | The Past Does Not Equal the Future (Traduction littérale : Le passé n’égale pas l’avenir) | BBC Two : 6 mars 2019   | Damon Beesley | Joe Thomas    | Depuis que Ronnie dirige Cachet, tout va de mal en pis. Une vente douteuse sème la discorde entre Vincent et ses nouveaux voisins.                                         |
| 2        | Se sacrifier pour son équipe           | Take One for the Team (Traduction littérale : Prends en un pour l'équipe)                 | BBC Two : 13 mars 2019  | Damon Beesley | Joe Thomas    | Ronnie force Vincent à embaucher son fils, mais son incompétence engendre de nombreux problèmes. Vincent tente de piéger un nouveau concurrent de Cachet.                  |
| 3        | Les Illuminati de l'Essex              | The Essex Illuminati (Traduction littérale : Les Illuminati de l'Exess)                   | BBC Two : 20 mars 2019  | Damon Beesley | Chris Niel    | Espérant y recruter des clients, les vendeurs de Cachet intègrent une loge franc-maçonne. Vincent et Sam s'incrustent alors que Martin et Jo ont un rendez vous.           |
| 4        | Quelques petites victoires             | Small Victories (Traduction littérale : Petites victoires)                                | BBC Two : 27 mars 2019  | Damon Beesley | Damon Beesley | Une vente baclée provoque un changement majeur dans l'équipe de Cachet. Le sexisme rampant dérange Sam lors d'une foire commerciale. Jo prend le dessus sur Vincent.       |
| 5        | S'emparer du drapeau                   | Capturing the Flag (Traduction littérale : Capturer le drapeau)                           | BBC Two : 3 avril 2019  | Damon Beesley | Damon Beesley | Vincent emmène sa famille en vacances à Malte sans avouer qu'il doit en fait s'y rendre pour affaires. Martin se jette à l'eau, bouleversant Sam au passage.               |
| 6        | Gagner n'est pas juste important       | Winning Isn't Everything (Traduction littérale : Gagner n'est pas tout)                   | BBC Two : 10 avril 2019 | Damon Beesley | Damon Beesley | Ronnie a disparu. Vincent doit déménager pour l'Espagne, mais il ne partira pas seul. Martin est hospitalisé. Sam délibère. Jo calcule son coup. Walsh débarque au bureau. |

## Bande son

### Saison 1
| Épisodes | Musiques |
| -------- | --- |
| 1        | - Gloria (Single Version), LAURA BRANIGAN - Steppin' Out, JOE JACKSON - Sex (Extended Club Mix), PAUL YOUNG - Wherever I Lay My Hat (That's My Home), PAUL YOUNG - Kiss On My List, JOHN OATES, DARYL HALL - Angel Eyes, ROXY MUSIC - I've Seen That Face Before, GRACE JONES - Hit Me With Your Rhythm Stick, IAN DURY, THE BLOCKHEADS - Geno, DEXY'S MIDNIGHT RUNNERS - Precious, THE JAM - Hit Me With Your Rhythm Stick, IAN DURY, THE BLOCKHEADS - Geno, DEXY'S MIDNIGHT RUNNERS - Precious, THE JAM - Everything She Wants, WHAM! - Rat Trap, THE BOOMTOWN RATS - Brass In Pocket, PRETENDERS - Big Day, MARTHA & THE MUFFINS - Dance Hall Days, WANG CHUNG - The Lovecats, THE CURE - Rock the Casbah, THE CLASH - Heartbreaker (Remastered), DIONNE WARWICK - Echo Beach, MARTHA & THE MUFFINS - Young Turks, ROD STEWART - Planet Earth (Single Version), DURAN DURAN - (Hey You) The Rock Steady Crew, THE ROCK STEADY CREW - Out of Touch, DARYL HALL & JOHN OATES |
| 2        | - Love Is the Drug, ROXY MUSIC - Pull Up to the Bumper, GRACE JONES - Centerfold, THE J. GEILS BAND - Change, TEARS FOR FEARS - Love Plus One, HAIRCUT 100 - Cars, GARY NUMAN - Chant No. 1 (I Don't Need This Pressure On), SPANDAU BALLET - Another One Bites The Dust - Remastered 2011, QUEEN - I Ran, A FLOCK OF SEAGULLS - Begin the Beguine (Volver a Empezar) - Remastered, JULIO IGLESIAS |
| 3        | - My Life, BILLY JOEL - Silly Love Songs - Remastered 1993, WINGS - Blue Monday, NEW ORDER - Mirror Man, THE HUMAN LEAGUE - Me Olvidé de Vivir, JULIO IGLESIAS - I Can't Go for That (No Can Do), DARYL HALL & JOHN OATES - Love Plus One, HAIRCUT 100 - Ride Like the Wind, CHRISTOPHER CROSS - Close (To The Edit), ART OF NOISE - It Ain't What You Do It's the Way That You Do It, FUN BOY THREE - Relax, FRANKIE GOES TO HOLLYWOOD - Miss You, THE ROLLING STONES - I Ran (So Far Away), A FLOCK OF SEAGULLS - Return of the Los Palmas 7, MADNESS - Solsbury Hill, PETER GABRIEL - Hungry Like the Wolf, DURAN DURAN - The Tide Is High, BLONDIE - Chant No 1, SPANDAU BALLET - Would I Lie to You?, EURYTHMICS - I Could Be Happy, ALTERED IMAGES - It Started with a Kiss, HOT CHOCOLATE - Sign of the Times, THE BELLE STARS |
| 4        | - Cruel to Be Kind, NICK LOWE - Cracklin' Rosie, NEIL DIAMOND - Steppin' Out, JOE JACKSON - Song for Guy, ELTON JOHN - I Keep Forgettin (Every Time You're Near), MICHAEL MCDONALD - Pale Shelter, TEARS FOR FEARS - Jump (For My Love), THE POINTER SISTERS - A Forest, THE CURE - Chariots Of Fire, VANGELIS - Wrapped Around Your Finger, THE POLICE - Waiting for a Girl Like You, FOREIGNER - You Sexy Thing, HOT CHOCOLATE - The Tide Is High, BLONDIE - Love Plus One, HAIRCUT 100 - Enola Gay, ORCHESTRAL MANOEUVRES IN THE DARK - Gold, SPANDAU BALLET - My Girl, MADNESS - Church of the Poison Mind, CULTURE CLUB - Blue Monday, NEW ORDER |
| 5        | - Steppin' Out, JOE JACKSON - Chant No. 1 (I Don't Need This Pressure On) - 2010 Remaster, SPANDAU BALLET - Another One Bites the Dust, QUEEN - Just Can't Get Enough, DEPECHE MODE - Let's Go to Bed (Live), THE CURE - That's Entertainment, THE JAM - Peaches, THE STRANGLERS - Rat Trap, THE BOOMTOWN RATS - This Is the Day, THE THE - Sweet Dreams (Are Made of This), EURYTHMICS - Should I Stay or Should I Go, THE CLASH - House of Fun, MADNESS - Poison Arrow, ABC - The Cutter, ECHO & THE BUNNYMEN - Everything Counts, DEPECHE MODE - An Ending (Ascent), BRIAN ENO - Come Back and Stay, PAUL YOUNG - Love On Your Side, THOMPSON TWINS - Just an Illusion, IMAGINATION - Night Boat To Cairo, MADNESS - Red Light Spells Danger, BILLY OCEAN |
| 6        | - Everything She Wants, WHAM! - Radio Ga Ga - Remastered 2011, QUEEN - Would I Lie to You?, EURYTHMICS - Wherever I Lay My Hat (That's My Home), PAUL YOUNG - Wrapped Around Your Finger, THE POLICE - Rio, DURAN DURAN - No More Heroes, THE STRANGLERS - See You, DEPECHE MODE - Change, TEARS FOR FEARS - Dance Hall Days, WANG CHUNG - Don't Go, YAZ - Silly Love Songs - Remastered 1993, WINGS - Angel Eyes, ROXY MUSIC - To Cut a Long Story Short, SPANDAU BALLET - Brass In Pocket, PRETENDERS - White Wedding, Pt. 1 (Pt. 1), BILLY IDOL - Two Tribes, FRANKIE GOES TO HOLLYWOOD - Going Underground, THE JAM - Shout to the Top (Single Edit), THE STYLE COUNCIL - Song for Guy, ELTON JOHN |

### Saison 2
| Épisodes | Musiques |
| -------- | --- |
| 1        | - Suite No. 1 In G Major, BMV 1007: Prélude, JOHANN SEBASTIAN BACH, ANTONIO MENESES - Poison Arrow, ABC - Johnny Come Home, FINE YOUNG CANNIBALS - You Spin Me 'Round (Like a Record), DEAD OR ALIVE - We Are Detective, THOMPSON TWINS - Lip Up Fatty, BAD MANNERS - Axel F - From "Beverly Hills Cop" Soundtrack, HAROLD FALTERMEYER - Close to Me, THE CURE - Oh Yeah, YELLO - Don't Go, YAZ - 33 Años, JULIO IGLESIAS - Everlasting Love, LOVE AFFAIR                                                                                            |
| 2        | - Church of the Poison Mind, CULTURE CLUB - Rock You Like a Hurricane, SCORPIONS - Cruel Summer, BANANARAMA - Just Can't Get Enough, DEPECHE MODE - You Take Me Up, THOMPSON TWINS - That's the Way (I Like It), DEAD OR ALIVE - You're the Best Thing (Single), THE STYLE COUNCIL - Master and Servant (Single Version), DEPECHE MODE - Smalltown Boy, BRONSKI BEAT - My Ever Changing Moods - Single Version, THE STYLE COUNCIL - La Jetée, NAOKO KAWAI - Temptation, NEW ORDER - Walls Come Tumbling Down, THE STYLE COUNCIL                      |
| 3        | - Money's Too Tight (To Mention), SIMPLY RED - The Lebanon, THE HUMAN LEAGUE - Wishing (If I Had a Photograph of You), A FLOCK OF SEAGULLS - Lost Weekend, LLOYD COLE & THE COMMOTIONS - The Riddle, NIK KERSHAW - Every 1's a Winner, HOT CHOCOLATE - Nelson Mandela, THE SPECIALS - Johnny Come Home, FINE YOUNG CANNIBALS - Hot Stuff, DONNA SUMMER - Victims, CULTURE CLUB - Come Back and Stay, PAUL YOUNG - Loverboy, BILLY OCEAN |
| 4        | - Everybody Wants to Rule the World, TEARS FOR FEARS - King In a Catholic Style (Wake Up), CHINA CRISIS - Love Vigilantes, NEW ORDER - Love Resurrection, ALISON MOYET - The Look of Love, Pt. 1, ABC - Live Is Life (Live), OPUS - Kayleigh, MARILLION - Caribbean Queen (No More Love On the Run), BILLY OCEAN - Tomorrow's Just Another Day, MADNESS - Smalltown Boy, BRONSKI BEAT - The Riddle, NIK KERSHAW |
| 5        | - Missing You, JOHN WAITE - In Between Days, THE CURE - Back On the Chain Gang, PRETENDERS - Brother Louie, MODERN TALKING - Let's Go All The Way, SLY FOX - Outstanding, THE GAP BAND - Self Control, LAURA BRANIGAN - Two Tribes, FRANKIE GOES TO HOLLYWOOD - Don't Talk to Me About Love, ALTERED IMAGES - The Clapping Song, THE BELLE STARS - Love Resurrection, ALISON MOYET - (Feels Like) Heaven, FICTION FACTORY |
| 6        | - Imagination, BELOUIS SOME - Come Back (The Story of the Reds) / The Devil in Miss Jones [Combined and Extended], THE MIGHTY WAH - Oblivious, AZTEC CAMERA - Don't Stop the Dance, BRYAN FERRY - Doctor! Doctor!, THOMPSON TWINS - Pale Shelter, TEARS FOR FEARS - Dancing with Tears in My Eyes, ULTRAVOX - Come Back and Stay, PAUL YOUNG - I Don't Like Mondays, THE BOOMTOWN RATS - Alive and Kicking, SIMPLE MINDS - Let's Go All The Way, SLY FOX - More Than This, ROXY MUSIC - When Love Breaks Down, PREFAB SPROUT - Hammer to Fall, QUEEN |